# テルモ・クリニカルサプライ
テルモ・クリニカルサプライ株式会社は、岐阜県各務原市川島竹早町3番地にある、医療機器の製造・販売・輸出入するテルモの完全子会社である。

## 沿革
- 1968年11月21日 - エーザイ、吉野工業所、日本メディカルサプライの3社合弁で、株式会社クリニカル・サプライとして創業される[1]。
- 2008年 - エーザイがテルモへ持ち株を譲渡。
- 2009年 - 社名をテルモ・クリニカルサプライ株式会社へ改称。

## 主な製品
血管造影、IVR関連製品、紫外線照射装置等

## その他
エーザイネットワークグループの一員でありエーザイの関連企業であったが、2008年6月30日をもってテルモに株式を譲渡し、テルモの関連会社となった。